# Горбатюк Володимир Дмитрович
Володи́мир Дми́трович Горбатю́к — український військовик, генерал-майор, заступник начальника Генерального штабу ЗСУ (з 2024).

## Життєпис
Народився на Вінниччині.
Станом на квітень 2014 року майор Горбатюк був командиром ротації українського контингенту в Косові.
З 2015 до 2017 року командував новоствореною 54-ою окремою механізованою бригадою.
2018—2020 обіймав посаду першого заступника командира Корпусу резерву.
Через деякий час обіймав посади заступника, згодом — виконувача обов'язків командувача військ оперативного командування «Захід».
Станом на 2021 рік — начальнику штабу — заступнику командувача військ оперативного командування «Захід».
10 лютого 2024 року призначений заступником начальника Генерального штабу, відповідальним за оперативну роботу штабів, планування, управління.

## Нагороди
- Орден Богдана Хмельницького III ст. (27 травня 2015) — за особисту мужність і високий професіоналізм, виявлені у захисті державного суверенітету та територіальної цілісності України, вірність військовій присязі.[4]

## Військові звання
- бригадний генерал (14 жовтня 2021)[3]
- генерал-майор (23 серпня 2024)[5]